# Ga Gangchon
Ga Gangchon là ga đường sắt trên Tuyến Gyeongchun.

## Bố trí ga
| ↑ Baegyang-ri   |
| ４３ \| ２１ \| |
| Gimyujeong ↓    |

| １·２ | ●Tuyến Gyeongchun →ITX-Cheongchun | → Hướng đi Chuncheon →                                 |
| ３·４ | ●Tuyến Gyeongchun →ITX-Cheongchun | ← Hướng đi Cheongnyangni · Đại học Kwangwoon · Yongsan |